# Polo Cultural Gaivotas - Boavista
El Polo Cultural Gaivotas | Boavista, situado en Lisboa, Portugal, está compuesto por dos equipamientos culturales devueltos a la ciudad, la Escola das Gaivotas y las Residencias da Boavista. Con la misión de ser un centro de proximidad funcional y un Espacio de Identidad de trabajo, puesto a disposición por el  Ayuntamiento de Lisboa, a los agentes culturales en la ciudad, el Polo Cultural Gaivotas | Boavista ha abierto sus puertas en 8 de enero de 2016.

## Escola das Gaivotas
Con sede en la Escola das Gaivotas, el Polo pone a disposición del público en este edificio un centro de creación artística constituido por salas de trabajo (de ensayo para danza, música, teatro y performance y de formación), y por un conjunto de salas destinada a oficinas para sedes de entidades de producción cultural.

## Residencias da Boavista
El Polo, a través de las Residencias da Boavista, pone a disposición, además, un conjunto de apartamentos, en los cuales se recibirá a artistas, nacionales y extranjeros, no residentes en Lisboa, que aquí se encuentren en proceso de creación artística.

## "Lusco-fusco"
Aparte de estas dos valencias, el Polo presenta el "Lusco-fusco", un programa de verano en el patio de la Escola das Gaivotas.